# Šport u 1999.
◄◄ | ◄ | 1996. | 1997. | 1998. | 1999.  | 2000. | 2001. | 2002. | ► | ►►
Arhitektura • Astronautika • Astronomija • Biologija • Film • Fotografija • Glazba • Kazalište • Kemija • Kiparstvo • Knjige • Književnost • Kršćanstvo • Meteorologija • Medicina • Planinarstvo • Politika • Pravo • Promet • Slikarstvo • Strip • Šport • Televizija • Znanost • Zrakoplovstvo • Željeznički promet
Šport u 1999.

## Svijet

### Natjecanja

#### Svjetska natjecanja
- Od 2. do 15. lipnja – Svjetsko prvenstvo u rukometu u Egiptu: prvak Švedska
- Od 29. studenoga do 12. prosinca – Svjetsko prvenstvo u rukometu za žene u Norveškoj i Danskoj: prvak Norveška

#### Kontinentska natjecanja

##### Europska natjecanja
- Od 21. lipnja do 3. srpnja – Europsko prvenstvo u košarci u Francuskoj: prvak Italija
- Od 2. do 12. rujna – Europsko prvenstvo u vaterpolu u Firenciu u Italiji: prvak Mađarska

### Osnivanja
- FC Saburtalo Tbilisi, gruzijski nogometni klub

## Hrvatska i u Hrvata

### Smrti
- 4. travnja – Ivan Ivanović, hrvatski atletičar (* 1913.)

## Vanjske poveznice
|  | Zajednički poslužitelj ima još gradiva o temi Šport u 1999. |